# Grupo J.Carrión
Grupo J.Carrión es un conjunto de empresas fundado en Huércal de Almería, provincia de Almería (Andalucía, España), que empezó sus actividades en el transporte de frutas y hortalizas y que después ha ido ampliando sus actividades a otras mercancías y a varias localizaciones geográficas. El Grupo lo conforman las empresas Transportes J.Carrión, S.A.U., Carrion Logistica, S.L. y Almetir, S.L., áreas de servicio (Repsol, tarjeta SolRed).

## Historia
Transportes J.Carrión se fundó en Almería en 1980 para el transporte de frutas y hortalizas refrigeradas. Ha ido ampliando sus actividades a otras clases de productos y diversas zonas. En 1996 se crea la empresa Almetir. En 2003 se creó Carrión Logística con el objetivo de integrar todas las operaciones.
El Grupo abrió en 2012 delegaciones en Gandía. En 2012 la empresa de transportes superaba los 108 millones de euros en ingresos, un crecimiento del 34% respecto a los 80 del año 2011. El resultado neto fue de 820.000 euros. Este incremento estaba basado en su especialización en el tráfico internacional de frutas y hortalizas, sector del transporte que mejor ha sobrellevado la crisis.
En 2015 realizó 20.000 trayectos de transporte, desde el sur y este de España hasta el resto de Europa, principalmente Alemania, Bélgica, Francia, Italia, Países Bajos, Reino Unido y Suiza. Gracias a diversos acuerdos con clientes industriales se complementa dicho tráfico con el retorno desde los puntos de destino hasta Barcelona, Madrid o Sevilla.
En 2016 presta servicios de transporte de mercancías, logística, almacenamiento, suministros y mantenimiento de vehículos industriales y diversos servicios complementarios. Su flota supera las ochocientas cabezas tractoras Volvo y semirremolques frigoríficos. Tiene centros de trabajo en España, Alemania y Países Bajos.
El Grupo realiza trabajos propios o servicios internos como Asetir, de gestión empresarial.

### Centros
- Almería (Servicios Centrales, J.Carrión) y Níjar (Almetir), Almería.
- Montornés del Vallés, cuatro naves de 19.000 metros cuadrados, para unos 28.000 paletes aproximadamente, y 16 líneas de producción[3] (J.Carrión y Carrión Logística.
- Bonares, Huelva (J.Carrión).
- Lérida (J.Carrión).
- Guarromán (J.Carrión).
- Los Alcázares, Murcia (J.Carrión).
- Arcos de la Frontera, Cádiz. España.
- Dortmund, Alemania (J.Carrión).